# Microplitis eremita
Microplitis eremita är en stekelart som beskrevs av Reinhard 1880. Microplitis eremita ingår i släktet Microplitis, och familjen bracksteklar. Arten är reproducerande i Sverige.